# Statul Elen (1941–1944)
Statul Elen (în greacă: Ελληνική Πολιτεία, Elliniki Politeia) a fost numele oficial al guvernului colaboraționist al Greciei în timpul ocupației țării de către puterile Axei în cel de-al Doilea Război Mondial.